# Stepfordské paničky
Stepfordské paničky (anglicky The Stepford Wives) je feministický hororový román amerického spisovatele Iry Levina, který vyšel v originále roku 1972, v českém překladu pak poprvé roku 1975 v překladu Zory Wolfové.

## Děj
Příběh se odehrává v 60. letech 20. století v americkém městečku Stepford (ve státě Connecticut).
Do městečka Stepford se přistěhuje Joanna Eberhartová se svým manželem Waltrem, synem Péťou a dcerou Kim. Joanna je emancipovaná žena, podle níž by si manželé s chodem domácnosti měli navzájem pomáhat s domácími pracemi, také ji velmi baví fotografování. Ve městě se touží seznámit s místními obyvateli. Chce pozvat svou sousedku Carol Van Santovou na kávu, ale ona pozvání odmítá s tím, že má spoustu práce v domácnosti. Joanna zjišťuje, že téměř všechny ženy ve Stepfordu jsou stejné – nemají zaměstnání, jsou krásné, upravené, mají velká ňadra a jejich jedinou starostí a zájmem je péče o domácnost a rodinu. Svůj čas tráví neustálým uklízením a podobnými domácími pracemi, nic jiného je nezajímá.
Stepfordští muži přes den pracují a téměř každý večer se scházejí v Mužském klubu, v budově na kopci nad městem. Do Mužského klubu brzy vstoupí i Walter.
Joanna se seznámí s Bobbií Markowovou, která se do města přistěhovala v srpnu. Bobbie má v domě nepořádek a dokonalost „stepfordských paniček“ jí také vadí. Chtějí s Joannou pro místní ženy vytvořit ženský klub, jakousi paralelu toho mužského, ale manželky o něj nejeví žádný zájem, jsou zaměstnány péčí o domácnost. V červenci se do Stepfordu přistěhovala Charmaine Wimperisová, je také normální, o domácnost se jí stará služka a ona se věnuje svým koníčkům, tenisu a horoskopům.
Joanna jednou objevila útržek z místních novin a dozvěděla se, že ve Stepfordu dříve byl ženský klub, jehož předsedkyní byla Kit Sundersenová. Joanna ji navštívila, když se ptala na klub, tak podle Kit o klub přestal být zájem, a proto se rozpadl.
Charmaine s manželem Edem jela na víkend ve dvou, aby urovnali své problémy. Poté ji Joanna navštívila, Charmaine byla úplně jiná. Právě uklízela, propustila služku a obětovala svůj tenisový kurt, aby si Ed mohl zřídit golfové hřiště. Důležitější je prý rodina a péče o domácnost. Joanna se posléze setkala s Bobbií a vyprávěla jí svou teorii o tom, že se asi ve Stepfordu vyskytují nějaké látky, které z žen dělají vzorné hospodyňky. Napsaly dopis na ministerstvo, ale podle úřadů je vše v naprostém pořádku. Bobbie se chtěla ze Stepfordu odstěhovat.
Posléze se u Joanny zastavil člen mužského klubu Claude Axhelm a prosil ji, aby mu na magnetofon namluvila texty, které jí přinesl. Tvrdil, že provádí experiment, který by mohl pomoci při identifikaci hledaných osob. Stejný úkol před časem prováděla i Bobbie…
Joanna také zatoužila po stěhování ze Stepfordu. Bobbie jednou u Joany nechala přes víkend svého syna Adama, aby mohli s manželem být sami. Vrátila se jako proměněná, dokonce viditelně štíhlejší, s většími ňadry. Stala se z ní taky Stepfordská panička.
V městské knihovně se Joanna seznámila s černoškou Ruthanne Hendryovou, autorkou knížky pro děti, do Stepfordu se přistěhovala před pár dny. Zato Joana se chtěla okamžitě odstěhovat, Waltr o tom nechtěl ani slyšet, poradil jí, aby si promluvila s psychiatrem, šla tedy za doktorkou Fancherovou, ale ta jí jen předepsala prášky na uklidnění.
Joanna si uvědomila, že Dale Coba pracoval v Disneylandu. Šla tedy do knihovny, zjistila, že Dale pracoval v „audioanimatronickém“ oddělení, podílel se tam na výrobě „oživlých“ figurín. A Joanně došlo, co v mužském klubu provádějí. Přišla na to, že ženy nahrazují dokonalými robotickými manželkami a původní živé manželky kvůli tomu musí zabít.
Když přijela domů, tak děti byly u přátel. Joanna Walterovi pověděla, co zjistila, a chtěla utéci. Walter ji nepustil. Nakonec se jí podařilo z domu uprchnout. Utíkala prosincovou nocí, ale muži ji dostihli. Vyvraceli její teorii. Na důkaz, že ženy nejsou „roboti“, se Bobbie měla říznout do prstu a měla jí téci krev, Joanna se obávala, že ji zabije…
Joanna nakupovala v supermarketu, vypadala nádherně, pohybovala se jako ostatní ženy ve Stepfordu a zboží ve vozíku si úhledně rovnala. Oslovila ji Ruthanne, ptala se jí, co dělá, Joanna řekla, že se věnuje hlavně péči o domácnost…

## Filmové adaptace
- 1975 Stepfordské paničky Americký sci-fi thriler. Režie: Bryan Forbes, hrají: Katharine Rossová, Paula Prentissová.
- 2004 Stepfordské paničky Americká komedie, která není příliš věrnou adaptací knihy. Režie: Frank Oz, hrají: Nicole Kidmanová, Matthew Broderick, Christopher Walken.

## Česká vydání
- Stepfordské paničky. Z anglického originálu The Stepford Wives přeložila Zora Wolfová, doslovem opatřil Radoslav Nenadál, 1. vyd., Praha: Odeon, 1975.
- Rosemary má děťátko / Stepfordské paničky. Přeložily Alena Jindrová-Špilarová a Zora Wolfová, 2. vyd., Praha: Odeon, 1982.
- Rosemary má děťátko / Stepfordské paničky. Přeložily Alena Jindrová-Špilarová a Zora Wolfová, 3. vyd., tohoto souboru 2., Praha: Odeon, 1989.
- Stepfordské paničky. Přeložila Zora Wolfová, 3. vyd., v nakladatelství IŽ 1., Praha: IŽ, 1999.
- Stepfordské paničky. Přeložila Zora Wolfová, 5. vyd., v Knižním klubu 1., Praha: Knižní klub, 2004.
- Stepfordské paničky. Přeložila Zora Wolfová, 6. vyd., v Knižním klubu 2., Praha: Knižní klub, 2010.